# タインリエム県
タインリエム県（タインリエムけん、ベトナム語：Huyện Thanh Liêm / 縣青廉?）は、ベトナム社会主義共和国ハナム省の県である。面積は175.02 km²、人口は136,083人（2003年）である。

## 行政区画
以下の2市鎮14社から構成される。
- キエンケー市鎮（Kiện Khê / 健溪）
- タンタイン市鎮（Tân Thanh / 新青）
- リエムカン社（Liêm Cần / 廉勤）
- リエムフォン社（Liêm Phong / 廉豐）
- リエムソン社（Liêm Sơn / 廉山）
- リエムトゥアン社（Liêm Thuận / 廉順）
- リエムトゥク社（Liêm Túc / 廉肅）
- タインハ社（Thanh Hà / 青河）
- タインハイ社（Thanh Hải / 青海）
- タインフオン社（Thanh Hương / 青香）
- タインギ社（Thanh Nghị / 青宜）
- タイングエン社（Thanh Nguyên / 青原）
- タインフォン社（Thanh Phong / 青豐）
- タインタム社（Thanh Tâm / 青心）
- タインタン社（Thanh Tân / 青新）
- タイントゥイ社（Thanh Thủy / 青水）